# Kuk- och bolltortyr

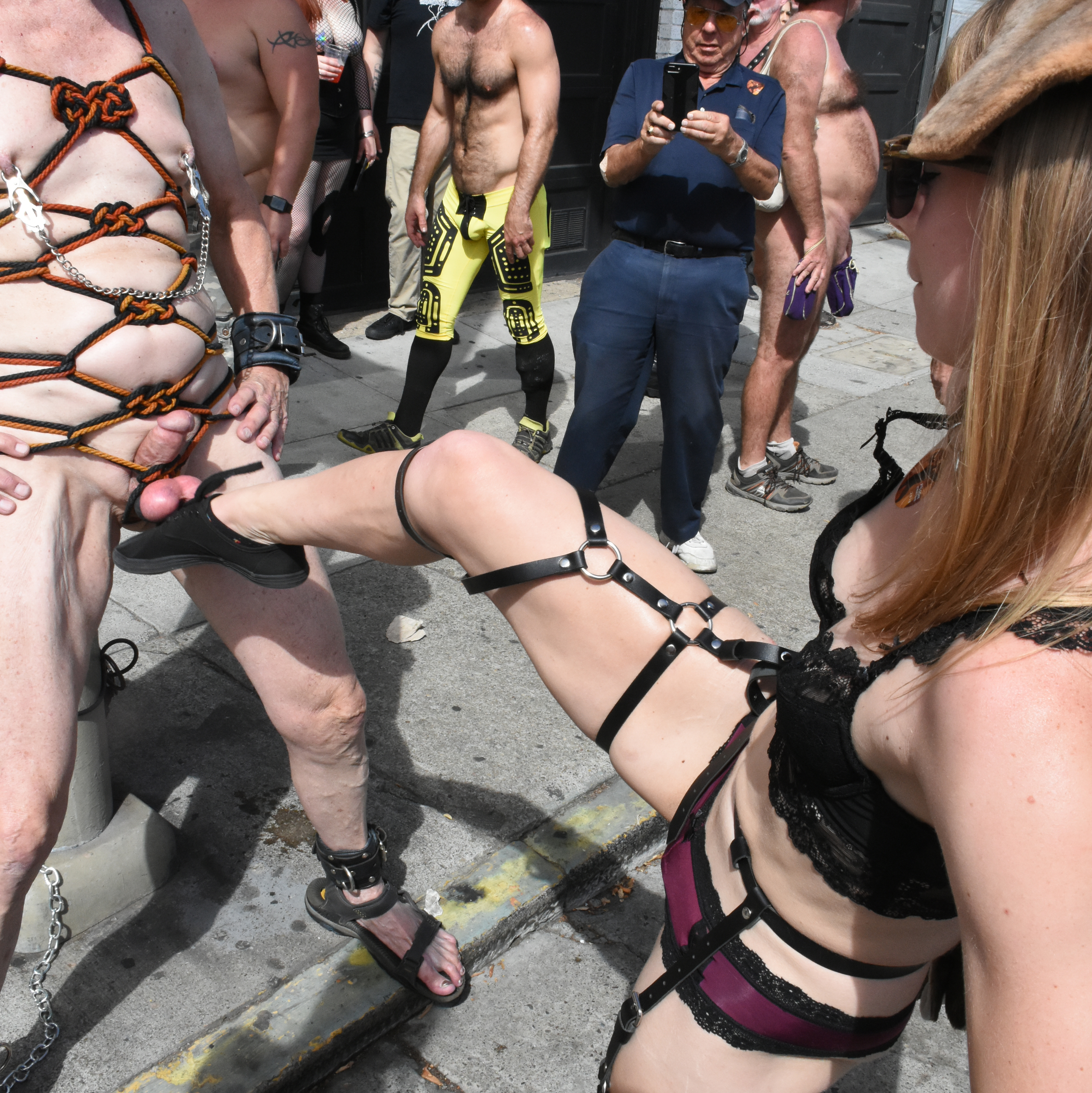
En kvinna som sparkar på en mans testiklar.

Kuk- och bolltortyr (engelska: cock and ball torture eller CBT), penistortyr eller kuktortyr är ett framkallande av smärta eller sammandragning på penis eller testiklar i sexuellt syfte. Detta kan innebära direkt smärtsamma aktiviteter, såsom genital piercing, vaxlek, könssmisk, klämning, "ball-busting", könspiskande, uretral lek, kittling, erotisk elektrostimulering eller sparkar. Mottagaren av sådana aktiviteter kan få direkt fysiskt nöje via en dragning åt masochism, alternativt känslomässigt nöje genom erotisk förnedring eller kunskap om att aktiviteter är behagliga för en sadistiskt dominant person. Många av dessa metoder har betydande hälsorisker.